# Otto van Zevender

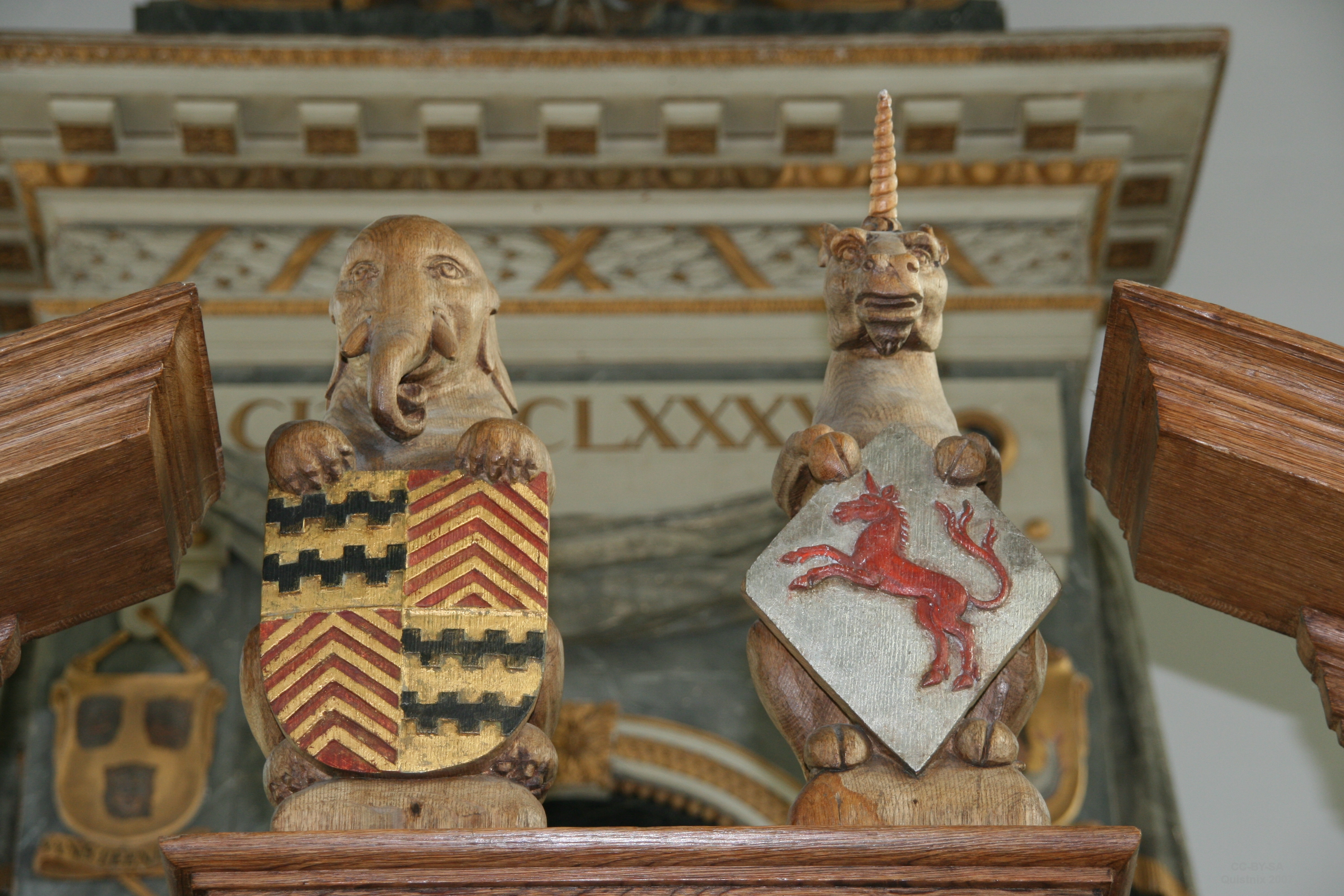
Links het wapen van Otto van Zeventer, rechts dat van zijn vrouw Besten van Brienen.

Otto van Zevender (? – 15 januari 1627) was heer van Keenenburg, Schipluiden, Maasland en Maassluis, en tot 1619 baljuw en dijkgraaf van Den Briel en het Land van Voorne.
Hij was een van de twee zonen van Frederik van Zevender en Elisabeth van Egmond. In 1607 trouwde Otto met Hesselina (Besten) van Brienen, dochter van Hendrik van Brienen, heer van Sinderen. Op 27 februari 1611 werd hun zoon Jacob Frederik van Zevender geboren.
Op 13 oktober 1613 wees zijn oom Jacob van Egmond hem aan als enige erfgenaam. Tijdens het leven van zijn oom nam Otto al diverse taken van hem over. Samen wisten ze toestemming bij het gewest Holland te krijgen om fondsen te werven voor de herbouw van de Dorpskerk van Schipluiden, die op 28 augustus 1616 grotendeels door brand was verwoest. De herbouw werd vóór 1622 voltooid. In de kerk bevindt zich de grafkelder van het Huis Keenenburg.
Na het overlijden van zijn oom volgde hij hem op 4 juli 1618 op als heer van Keenenburg. De eigendomsoverdracht vond plaats in aanwezigheid van notaris Otto de Roij en enkele getuigen en ging gepaard met symbolische rituelen: in de zaalkamer wierp Van Zevender een houten venster met glas-in-lood op de grond, in de torenkamer lichtte hij een deur uit de sponning, en in de boomgaard stak hij een aardzode uit, wierp die weg en hakte enkele takken af. Daarna droeg hij het beheer van het kasteel over aan de kastelein. Deze handelingen werden vastgelegd in een acte van possessie.
Otto van Zevender en zijn vrouw woonden afwisselend aan het Noordeinde in Den Haag en op het kasteel. Na een ziekte overleed hij op 15 januari 1627en werd hij in de Grote Kerk van Den Haag begraven. Zijn zoon Jacob Frederik erfde de Keenenburg.
Otto van Zevender was een zwager van landsadvocaat Johan van Oldenbarnevelt. Met diens veroordeling in het conflict met Maurits van Oranje raakte ook Otto zijn functie van baljuw en dijkgraaf van Den Briel en het Land van Voorne kwijt.